# Invalides
Invalides è il 26º quartiere amministrativo di Parigi, situato nel VII arrondissement. Deve il suo nome all'Hôtel des Invalides.